# زباستیان فورکه
زباستیان فورکه (انگلیسی: Sebastian Forke؛ زادهٔ ۱۳ مارس ۱۹۸۷ ‏(۳۸ سال)) دوچرخه‌سوار اهل آلمان است.